# Rafael Benítez Vela
Rafael Benítez Vela, més conegut com a Fali, (Chiclana de la Frontera, 25 de maig de 1969) és un futbolista andalús retirat que ocupava la posició de davanter. Va debutar a primera divisió a les files del Cadis CF, a la temporada 91/92, en la qual marca 4 gols. A l'any següent hi disputa més minuts, però sense arribar a la titularitat, i marca 4 gols més. Romandria a l'equip gadità després del doble descens de Primera a Segona Divisió B, entre els anys 1993 i 1994. Posteriorment, la resta de la seua carrera prosseguiria en equips de Segona B, com el CD Manchego, el Córdoba CF, el CD San Fernando o el Chiclana CF.